# Мански, Чарльз
Чарльз Фредерик Мански (англ. Charles Frederick Manski;род. 27 ноября 1948) — американский экономист, член попечительного совета и профессор экономики Северо-Западного университета.
Член Национальной академии наук США (2009), член-корреспондент Британской академии.

## Биография
Чарльз родился 27 ноября 1948 года в Бостоне, штат Массачусетс в семье Самуила и Эстель Жан (Зонн) Мански и с братьями Марком и Ричардом Мански.
Мански закончил в 1966 году Бостонскую латинскую школу, а в 1970 году получил степень бакалавра по экономике в Массачусетском технологическом институте. В 1973 году был удостоен докторской степени по экономике в Массачусетском технологическом институте.
Преподавательскую деятельность начал в 1973—1977 годах в должности ассистента профессора, ассоциированного профессора в 1977—1980 годах в Школе городских и общественных дел при университете Карнеги — Меллона. Продолжил ассоциированным профессором экономики в 1979—1983 годах в Еврейском университете в Иерусалиме
С 1983—1998 годах полный профессор экономики в Висконсинском университете в Мадисоне. В 1988—1991 годах был директором Института исследований бедности при Висконсинском университете в Мадисоне. С 1997 года член попечительского совета, профессор экономики Института политических исследований Северо-Западного университета, заведующий кафедрой экономики Института политических исследований Северо-Западного университета в 2007—2010 годах. Председатель попечительского совета панельных исследований «Динамика доходов» в 1994—1998 годах.
Был помощником редактора Transportation Science в 1978—1984 годах, Журнала американской статистической ассоциации в 1983—1985 годах и в 2002—2004 годах, Econometrica в 1980—1988 годах, Journal of Economic Perspectives, The Annals of Applied Statistics, соредактором «Econometric Society Monograph Series» в 1983—1988 годах, редактором журнала The Journal of Human Resources в 1991—1994 годах, членом редколлегии Annual Review of Economics.
В настоящий момент является членом Эконометрического общества с 1984 года, членом Американской ассоциации содействия развитию науки с 1991 года, членом Центра передовых исследований в области поведенческих наук с 1992 года, членом попечительского совета Северо-Западного университета с 1997 года, партнером Национального исследовательского Совета (США) с 2001 года, членом Национальной академии наук США с 2009 года, членом-корреспондентом Британской академии с 2014 года, членом Американской статистической ассоциации с 2016 года.
Семья
Чарльз Мански женился на Кэтрин Фаулер Мосс 20 февраля 1972 года, у них родился сын Бенджамин Роберт (род. 16.07.1974) и дочь Ребекка.

## Награды
За свои достижения в области экономики был удостоен рядом наград:
- 1969 — премия Стюарта от Массачусетского технологического института,
- 1970 — грант от Национального научного фонда,
- 1984 — премия Ромнеса от Висконсинского университета в Мадисоне,
- 2006 — honoris causa Римского университета Тор Вергата
- 2015 — Clarivate Citation Laureates.